# Weltmeisterschaften im Modernen Fünfkampf 2004
2004 fanden die Weltmeisterschaften im Modernen Fünfkampf bei den Herren und bei den Damen in Moskau, Russland, statt.

## Herren

### Einzel
| Platz | Land       | Sportler               |
| ----- | ---------- | ---------------------- |
| 1     | Litauen    | Andrejus Zadneprovskis |
| 2     | Südkorea   | Lee Chun-heon          |
| 3     | Tschechien | Libor Capalini         |

### Mannschaft
| Platz | Land       | Sportler                                             |
| ----- | ---------- | ---------------------------------------------------- |
| 1     | Russland   | Rustem Sabirchusin Andrei Moissejew Alexei Lebedinez |
| 2     | Tschechien | Michal Michalík Michal Sedlecký Libor Capalini       |
| 3     | Italien    | Stefano Pecci Andrea Valentini Enrico Dell’Amore     |

### Staffel
| Platz | Land               | Sportler                                          |
| ----- | ------------------ | ------------------------------------------------- |
| 1     | Russland           | Alexei Turkin Andrei Moissejew Dmitri Galkin      |
| 2     | Vereinigte Staaten | Scott Christie Chad Senior Wachtang Iagoraschwili |
| 3     | Südkorea           | Han Do-ryeong Lee Chun-heon Kim In-ho             |

## Damen

### Einzel
| Platz | Land                   | Sportlerin              |
| ----- | ---------------------- | ----------------------- |
| 1     | Ungarn                 | Zsuzsanna Vörös         |
| 2     | Vereinigtes Königreich | Kate Allenby            |
| 3     | Belarus                | Nastassja Samussewitsch |

### Mannschaft
| Platz | Land                   | Sportlerinnen                                                     |
| ----- | ---------------------- | ----------------------------------------------------------------- |
| 1     | Vereinigtes Königreich | Kate Allenby Joanna Clark Georgina Harland                        |
| 2     | Belarus                | Tazzjana Masurkewitsch Halina Baschlakowa Nastassja Samussewitsch |
| 3     | Russland               | Marina Kolonina Tatjana Muratowa Olesja Welitschko                |

### Staffel
| Platz | Land       | Sportlerinnen                                                   |
| ----- | ---------- | --------------------------------------------------------------- |
| 1     | Polen      | Paulina Boenisz Marta Dziadura Magdalena Sędziak                |
| 2     | Belarus    | Tazzjana Masurkewitsch Hanna Archipenka Nastassja Samussewitsch |
| 3     | Frankreich | Amélie Cazé Axelle Guiguet Blandine Lachèze                     |

## Medaillenspiegel
| Platz | Land                   | Goldmedaille | Silbermedaille | Bronzemedaille |
| 1     | Russland               | 2            | –              | 1              |
| 2     | Vereinigtes Königreich | 1            | 1              | –              |
| 3     | Ungarn                 | 1            | –              | –              |
| 3     | Polen                  | 1            | –              | –              |
| 3     | Litauen                | 1            | –              | –              |
| 6     | Belarus                | –            | 2              | 1              |
| 7     | Südkorea               | –            | 1              | 1              |
| 7     | Tschechien             | –            | 1              | 1              |
| 9     | Vereinigte Staaten     | –            | 1              | –              |
| 10    | Frankreich             | –            | –              | 1              |
| 10    | Italien                | –            | –              | 1              |